# Makrelenhechte
Makrelenhechte oder Trughechte (Scomberesocidae) sind Knochenfische und galten traditionell als Familie aus der Ordnung der Hornhechtartigen (Beloniformes). Die wissenschaftliche Bezeichnung Scomberesocidae leitet sich aus dem griechischen skombros = Makrele/Thunfisch und dem lateinischen esox  = Hecht ab. Die Familie enthielt fünf Arten. Als Fossilien treten Makrelenhechte erstmals im oberen Tertiär, im Miozän, auf.

## Merkmale

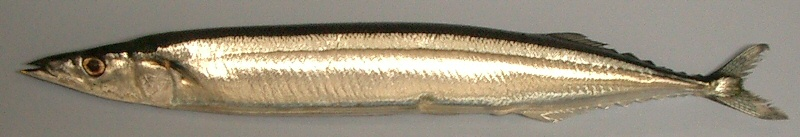
Pazifischer Makrelenhecht (Cololabis saira)

Makrelenhechte sind Hochseefische und in tropischen und warmen Gewässern beheimatet. Sie bilden Schwärme, die sich nahe der Wasseroberfläche aufhalten und bei Gefahr hoch aus dem Wasser springen. Im Frühsommer laichen sie in der offenen See ab. Ihre Nahrung besteht vorwiegend aus freischwimmenden Krebstieren und kleineren Fischen. Die Kiefer von Makrelenhechten sind schnabelartig geformt, je nach Art von leicht verlängerten Unterkiefern bis zu langen, schmalen Schnäbeln. Die Mundöffnungen der Makrelenhechte sind jedoch relativ klein und die Kiefer nur schwach bezahnt. Weitere Kennzeichen sind, ähnlich wie bei Makrelen oder Thunfischen, die Reihen kleiner Flossen hinter der Rücken- und Afterflosse. Ein ungewöhnliches Merkmal dieser Fischfamilie ist, dass sie über keine Schwimmblasen verfügen. Ausgewachsene Makrelenhechte werden bis zu 46 cm lang. Sie werden kommerziell als Speisefisch befischt und sind besonders in der japanischen Küche beliebt. Dort werden sie auch als Sushi-Fisch (Sanma) verwendet. Der Atlantische Makrelenhecht (Scomberesox saurus) ist im gesamten Nordatlantik verbreitet und kommt bis zu den Kanarischen Inseln und in das Mittelmeer hinein vor. In den südlicheren Teilen dieses Verbreitungsgebietes liegen auch die Laichzonen. Mit der jahreszeitlichen Erwärmung des Atlantiks wandern die Fische nach Norden bis Nova Scotia, Island und Norwegen und tauchen dabei gelegentlich auch in der Nordsee auf.
Makrelenhechte werden in der neuseeländischen Thunfischfischerei als Köder verwendet.

## Systematik
Traditionell wurden die Makrelenhechte als eigenständige Familie innerhalb der Hornhechtartigen angesehen. Phylogenetisch gehören sie jedoch als Schwestergruppe von Belone und Petalichthys zu den Hornhechten (Belonidae), die ohne Einbeziehung der (monophyletischen) Makrelenhechte ein paraphyletisches Taxon sind.
Es gibt zwei Gattungen mit insgesamt fünf Arten.
- Cololabis
  - Cololabis adocetus
  - Pazifischer Makrelenhecht oder Kurzschnabelmakrelenhecht (Cololabis saira)
- Scomberesox
  - Atlantischer Makrelenhecht (Scomberesox saurus)
  - Scomberesox scombroides
  - Zwerg-Makrelenhecht (Scomberesox simulans)